# 佐久間勝友
佐久間 勝友（さくま かつとも、元和2年（1616年） - 寛永19年7月1日（1642年7月27日））は、江戸時代前期の大名。信濃長沼藩2代藩主。初代藩主佐久間勝之の次男。母は佐々成政の娘。室は松平忠良の娘。子は佐久間勝豊（長男）、佐久間勝興（次男）。別に史料によっては勝高とも。通称は蔵人。
兄の勝年が家督相続前に死去したため嫡子となる。寛永12年（1635年）、父勝之の死去により20歳で長沼藩1万8000石の家督を相続した。このとき兄の遺児勝盛に5000石を分知した。
勝友の藩主在任中は、寛永13年（1636年）江戸城外堀、同16年（1639年）西の丸普請などの課役負担や、同18年（1641年）江戸藩邸焼失と再建、同19年（1642年）参勤交代の義務化など多難であった。
その間、領内では父勝之の方針を継いで新田開発を推進し、信濃国領内最大の用水池田子池（長野市）を整備して水利権を定めたほか、飯縄山東麓の多くの村々が勝友の代までに立村したと考えられる。
ちなみに、勝友当時の長沼藩佐久間家の江戸藩邸は、父勝之以来の愛宕下の上屋敷（港区西新橋1-17）のほかに、西久保に下屋敷（港区虎ノ門4-3-12、旧テレビ東京本社）があった。
寛永19年（1642年）、江戸藩邸において27歳で死去した。跡を長男の勝豊が継いだ。
戒名は正覚院直心伝性。墓所は二本榎広岳院。子孫が幕末に安置した位牌が同寺に現存する。